# Hipoteza posrnuća
Hipoteza posrnuća, koja se tiče odnosa između mentalne bolesti i društvene klase, argument je da bolest uzrokuje pomak u društvenoj klasi prema dolje. Okolnosti nečijeg društvenog sloja ne uzrokuju pojavu mentalnog poremećaja, već prije svega dolazi do pogoršanja mentalnog zdravlja pojedinca, što rezultira niskim dosegom društvene klase. Hipotezi o posrnuću suprotna je teza o socijalnoj uzročnosti, koja kaže da pripadnost nižoj društvenoj klasi doprinosi razvoju mentalne bolesti.

## Podrška
Studija E. M. Goldberga i S. L. Morrisona bavila se odnosom između shizofrenije i društvene klase. Željeli su saznati jesu li muškarci, prije nego što su primljeni u duševnu bolnicu, silazili s ljestvice zanimanja na nekvalificirane poslove zbog razvoja svoje bolesti ili je to bilo zato što su rođeni u obiteljima s nižim društvenim statusom te su zato razvili svoju duševnu bolest. Promatrali su muškarce koji su prvi put bili primljeni u duševnu bolnicu u dobi od 25 do 34 godine. Također su pogledali zanimanje njihovih očeva, kako bi vidjeli je li društvena klasa u kojoj su odrasli igrala ulogu u razvoju shizofrenije. Otkrili su da su muškarci odrasli u obiteljima čija je društvena klasa bila slična općoj populaciji. Dakle, čini se da društvena klasa u kojoj su odrasli nije pridonijela razvoju njihove shizofrenije.

## Protivljenje
Glavno protivljenje hipotezi o posrnuću je teza o društvenoj uzročnosti, koja kaže da je položaj društvene klase uzročno povezan s vjerojatnošću mentalne bolesti. John W. Fox, sa Sveučilišta Northern Colorado, proveo je studiju 1990. godine koja se bavila prethodnim studijama o odnosu između društvene klase i mentalnih bolesti. Ove studije koje je pogledao poduprle su hipotezu o posrnuću, ali kada ih je ispitao, otkrio je da su njihovi zaključci "temeljeni na pretpostavkama i metodama kojima je nedostajala empirijska potpora". Još jedna izjava u Foxovoj studiji bila je, u studijama o društvenoj klasi i mentalne bolesti, "identificiraju odlazak kao međugeneracijsku društvenu pokretljivost pojedinca nakon pojave mentalne bolesti, a ne kao odlazak iz područja višeg statusa u nižu klasu". Dakle, ovisno o nečijoj definiciji hipoteze o posrnuću, postojat će podaci koji će poduprijeti ili opovrgnuti njezinu valjanost.
Iz ekonomske perspektive društvene klase i mentalnih bolesti, teza o društvenoj uzročnosti je vladajuća teorija. Pokazalo se da ljudi koji su nezaposleni imaju povećanu količinu stresa; imaju više fizičkih zdravstvenih problema, za koje se često smatra da doprinose depresiji; i doživljavaju češće i nekontroliranije životne događaje, za koje su studije pokazale da povećavaju rizik od razvoja nekog oblika mentalne bolesti.
Kada se gledaju spolne razlike kod osoba koje imaju mentalne bolesti, žene su previše zastupljene. Žene su također većina ljudi koji žive u siromaštvu. Deborah Belle, profesorica na Sveučilištu u Bostonu, napravila je pregled literature o siromaštvu i mentalnom zdravlju žena i ispitala psihološke stresore koje doživljavaju siromašne žene i majke. "Brojne studije u zajednici provedene 1970-ih izvijestile su da su majke koje su bile u financijski napetim okolnostima imale veću vjerojatnost da će razviti simptome depresije nego druge žene.
Osoba s duševnom bolešću, osobito ako je teža, može patiti od gubitka prihoda. Uz to može doći i potreba za prihvaćanjem javnog smještaja ili hrane ili režija, ako ih osoba može pronaći.

## Reference
1. 1 2  Hurst, Charles E. 2007. Social Inequality: Forms, Causes, and Consequences. 6th izdanje. Pearson Education. Boston. ISBN 978-0-205-48436-2
2. 1 2 3  Perry, Melissa J. 1996. The Relationship between Social Class and Mental Disorder. Journal of Primary Prevention. 14 (1): 17–30. doi:10.1007/BF02262736. PMID 24254919
3. ↑  Goldberg, E. M.; Morrison, S. L. 1988. Schizophrenia and Social Class.   Buck, Carol (ur.). The Challenge of Epidemiology: Issues and Selected Readings. Pan American Health Organization. Washington, DC. str. 368–383. ISBN 978-92-75-11505-3 Retrieved December 2, 2007, from PsycInfo Database
4. 1 2  Fox, John W. 1990. Social Class, Mental Illness, and Social Mobility: The Social Selection-Drift Hypothesis for Serious Mental Illness. Journal of Health and Social Behavior. 31 (4): 344–353. doi:10.2307/2136818. JSTOR 2136818. PMID 2135936 Retrieved December 2, 2007, from PsycInfo Database